# 森脇健児の切磋たく丸!!
『森脇健児の切磋たく丸!!』（もりわきけんじのせっさたくまる）は、1992年から1994年秋まで朝日放送（ABCテレビ）で放送されていたバラエティ番組。制作協力：松竹芸能。放送時間は毎週土曜 24:50 - 25:50。

## 概要
森脇健児初の冠番組で、松竹芸能所属のタレントたちが繰り広げるクイズコーナーなどによって構成。若手芸人や若手タレントだけでなく、当時の本拠だった「浪花座」を中心に活動していたベテランの寄席芸人も多数レギュラー出演。ベテランから若手に至るまで「松竹芸能総動員」とでもいうべき趣向が、番組の大きな特徴となっていた。レギュラー陣の中には、当時まだ駆け出しだったよゐこ、ますだおかだ、オセロもいた。
当初は朝日放送のみで放送されていたが、後に他のテレビ朝日系列局やスカイ・A（現：スカイ・A sports+）でも放送されるようになった。1994年1月からはテレビ朝日でも放送されていた。
オープニングテーマはサディスティック・ミカ・バンドの「タイムマシンにおねがい」で、この曲は1994年春まではエンディングテーマも兼ねていた。同年4月からのエンディングテーマはDIE IN CRIESの「CRESCENT MOON」で、同年7月からのエンディングテーマは市原真紀の「夏、いただき!」だった。

## 出演者

### MC
- 森脇健児
- 田中広子
- 鈴木亜美 - 田中の代理で1994年4月から同年7月まで出演。

### 出題者
- 逢坂じゅん（レツゴー三匹）
- 横山たかし（横山たかし・ひろし）
- いま寛大（はな寛太・いま寛大）
- 酒井くにお（酒井くにお・とおる）
- 浜田由紀

### 解答者
- 明石家のんき
- 大阪キッズ
- シンデレラエキスプレス

### その他の出演芸人
- アウトローズ
- ありさ（AZAS）
- アップスタート - 当時田中つよしが結成していたコンビ。
- WINNER’S
- オセロ
- DA-DA
- ちゃいまんねんず
- T・K・O
- 南米パラグアイ
- のイズ
- ブラッシュ
- -4℃
- ますだおかだ
- やぶからボー - 当時こうのきよしが結成していたコンビ。
- ゆんぼー
- よゐこ
- 技ありーず

## 構成
当初はゲストを招いてクイズを行う「大ボケクイズ」とそれに伴うトーク、視聴者からの投稿を基に進行する「たく丸通信」（たくまるネットワーク）の2つのコーナーによって構成されていたが、中期以降は「大ボケウルトラクイズ」と題し、前出の「大ボケクイズ」を全ての放送枠で行うようになった。

### クイズ
ルール
- 番組開始当初

毎回一組のゲストを招きいれ、クイズを行う。ニュース番組(or政見放送?)風の別スタジオに待機したタレントが登場し、そこから出される映像クイズの内容によってトークを進めていく。番組後半は「たく丸通信」と称して視聴者からの投稿を元にトークを進めていく(補足ではあるが、企画当初は「たく丸通信」がメイン企画だった。元は同時期に放送していたラジオ番組青春ベジタブルの一コーナーをそのままテレビ番組にする予定だったが、あまりに内容が過激だったため無難なコーナーになってしまった。またこの頃は観客をスタジオ内に入れていた）。
- 番組中期以降

前半はクイズコーナーとなっており、3チーム（番組終期は4チーム）による対抗戦で、3問のクイズに挑戦（出題方法は番組開始当初のものと同じ）。優勝チームはボーナスステージの「レツゴースロット」に挑戦、レツゴー三匹（じゅん、長作、正児）それぞれの顔がそろえばハワイ旅行がプレゼントされる、というもの。
第1問は横山たかし、第2問は浜田由紀、最終問題（3問目）はいま寛大がそれぞれ出題。
なお最終問題（3問目）については当初、いま寛大と暁照夫が週交代で出題を担当していた。
出題VTRにはオセロなど若手芸人がリポーターとして出演することもあった。
チーム構成
- リニューアル前

松竹芸能若手チーム
大阪キッズ
七光チーム
AZAS ありさ、明石家のんき
AZAS ありさは笑福亭鶴光の愛娘、明石家のんきは笑福亭松之助の長男。
中性おかまチーム
酒井くにお、レイちゃん
レイちゃんは現役のニューハーフ（松竹芸能との関係は不明）。
- リニューアル後

松竹芸能大御所チーム
逢坂じゅん、酒井くにお
君らその席に座るの100万年早いわ!!チーム
よゐこ、ますだおかだ（週交代制）
番組末期の1994年4月より新設された。非常に長いチーム名である。
（このため通常は「100万年早いわ!!チーム」と縮めて紹介されていた）
七光チーム
AZAS ありさ、堀みやこ
堀みやこは堀ちえみの実妹。
松竹芸能若手チーム
シンデレラエキスプレス
よゐこ(orますだおかだ)の席の新設に伴い、番組終期に「副音声!?チーム」に改称された。

### 営業争奪ギャグバトル（ネタ対決）
番組後期に用意されたコーナー。松竹芸能所属の若手芸人2組がネタで対決をし、面白かった方が勝者となる対決。勝者には、毎回松竹芸能が指定した、スーパーや企業の会合などでの余興、即ち「営業」の仕事に出演できる権利が与えられた。審査員は、宇治のおばちゃん、浜田由紀、松竹芸能広報宣伝部長(氏名不明)の3名。後に、逢坂じゅん・横山たかし・いま寛大・酒井くにおの4人と宣伝部長の計5名で審査したこともある。

## 備考
- この頃より松竹芸能は『ざまぁKANKAN!』（よみうりテレビ）等で常にセットで行動していた山田雅人と森脇健児を別に売り出していくようになる（山田は当番組とほぼ同じ時期に、関西テレビで「山田雅人の失恋レストラン」という冠番組を持った）。

- 田中広子はもともとモデル出身で、番組内でもよく「トップモデル」と紹介されていた。当番組で唯一の純然たる「東京のタレント」でもあった。やはりこの頃から活動範囲を広げ、当番組出演中の1993年10月、よみうりテレビ製作のドラマ「嘘でもいいから」で女優デビューを果たしている。

- 番組そのものは若年層向けの構成になっていたが、そんななかでもベテラン勢が、レギュラーメンバーもしくはゲスト（乱入という形もあり）として大挙出演した。
特に、横山たかしの「大金持ちのおぼっちゃま」というキャラクター（「ホラ吹き漫才」というネタのうえでの）などが世間に浸透かつ認知されたのは、この番組へのレギュラー出演が、きっかけのひとつである。
（番組では「すまんの～」「つらいの～」「生きぃ～よ～」といった、たかしの「ホラ吹き漫才」での定番のフレーズをあしらったステッカーをノベルティグッズとして作成。投稿採用者に贈っていた）

レギュラー以外では、海原はるか・かなた、ホープユタカ、パート2・勝也(VTR出演)　などが出演。
また代役のクイズ解答者として、サムライいさむ、若井はやと、笑福亭松葉、じゃんけんぽん笠谷、横山ひろし、酒井とおるなどが出演した。
- 番組内でのベテランレギュラー勢の「お約束」としては、こんなものがあった（定番ギャグは除く）。

紹介される度に「おまたせーっ!!」と言いつつ２人揃ってポーズを決める。（中性おかまチーム）
「藤山直美さんから電話がありまして、これをやってくれと…」（真偽は不明）と前置きして、一発ギャグを披露。（いま寛大）
MCの田中広子に対して、なぜかブチ切れる。（いま寛大）
- 後期レギュラーの『逢坂じゅん』は、レツゴーじゅんの俳優活動時の芸名だが、「逢坂」の発音は、地名などでいう「大阪」とは若干アクセントが異なるため（番組初登場時に逢坂じゅん本人が指摘）、田中広子はもっぱら『レツゴーじゅんさん』と紹介していた[要説明]。

| 朝日放送 土曜24:50枠    | 朝日放送 土曜24:50枠                         | 朝日放送 土曜24:50枠                                          |
| 前番組                  | 番組名                                       | 次番組                                                        |
| ----------------------- | -------------------------------------------- | ------------------------------------------------------------- |
| 山田・森脇のライブ抱腹Z | 森脇健児の切磋たく丸!! （1992年 - 1994年秋） | キスした?SMAP （1994年10月 - 1995年9月） ※日曜13:45枠から移動 |